# Розеточные побеги
Розе́точные побе́ги — укороченный побег, несущий более трёх фотосинтезирующих листьев с редуцированными междоузлиями, собранных в розетку. Для травянистых растений характерна приземная розетка, а для древесных — надземная. Во время цветения такие розеточные побеги формируют безлистные стрелки.
Примером формирования присоцветной розетки является Циперус.
Кроме того, под розеточными побегами понимают ненормальные побеги или веточки, образующиеся на соснах в результате заражения вредителями, например, Монашенкой (Lymantria monacha) и др.; такие побеги чрезвычайно коротки и имеют пучки коротких и широких игл.